# Prava špajka
Prava špajka (znanstveno ime Valeriana celtica) je vrsta špajke, ki je endemična v osrednji Evropi.

## Opis
Prava špajka zraste od 2 do 15 cm in ima valjasto koreniko z močnim vonjem po baldrijanu. Steblo je golo in brazdasto, na njem pa je en ali dva para golih listov, ki so narobe jajčasti in celerobi. Cveti od julija do avgusta, cvetovi pa so združeni v valjaste pakobule. Osnovna barva cvetov je rumenkasto bela, na zunanji strani pogosto rdečkasta. Plodovi so kratko peresasti, veliki med 3 in 4 mm.
Do tridesetih let 20. stoletja je prava špajka predstavljala velik izvozni artikel, saj so jo na veliko izvažali v Azijo za uporabo v dišavah.